# Lijst van rijksmonumenten in Kruiningen
De plaats Kruiningen telt 12 inschrijvingen in het rijksmonumentenregister. Hieronder een overzicht.
| Object                 | Oorspronkelijke functie?  | Bouwjaar     | Architect | Locatie                  | Coördinaten?                 | Nr.?   | Afbeelding        |
| ---------------------- | ------------------------- | ------------ | --------- | ------------------------ | ---------------------------- | ------ | ----------------- |
| Johanneskerk           | Kerk en kerkonderdeel     | 15e-16e eeuw |           | Burg. Elenbaasstraat 4   | 51° 26' 58" NB, 4° 2' 5" OL  | 32417  | Meer afbeeldingen |
| Toren Johanneskerk     | Kerk en kerkonderdeel     | 14e eeuw     |           | Burg. Elenbaasstraat 6   | 51° 26' 58" NB, 4° 2' 6" OL  | 32418  | Meer afbeeldingen |
| De Oude Molen          | Industrie- en poldermolen | 1801         |           | Slagveldstraat 9         | 51° 26' 43" NB, 4° 2' 30" OL | 32420  | Meer afbeeldingen |
| Hof Seemaerte          | Boerderij                 | ca. 1800     |           | Zanddijk 17              | 51° 28' 12" NB, 4° 2' 21" OL | 32421  | Meer afbeeldingen |
| Dokterswoning          | Dienstwoning              | 1898         |           | Hoofdstraat 20           | 51° 27' 4" NB, 4° 1' 53" OL  | 511371 | Upload foto       |
| Koetshuis              | Bijgebouwen kastelen enz. | 1898         |           | Hoofdstraat 20           | 51° 27' 4" NB, 4° 1' 53" OL  | 511372 | Upload foto       |
| Schuur                 | Boerderij                 | 1901         |           | Sint Pieterspolder 1     | 51° 27' 42" NB, 4° 3' 59" OL | 511374 | Upload foto       |
| Wagenschuur            | Boerderij                 | 1901         |           | Sint Pieterspolder 1     | 51° 27' 42" NB, 4° 3' 59" OL | 511375 | Upload foto       |
| Paardenstal            | Boerderij                 | 1901         |           | Sint Pieterspolder 1     | 51° 27' 41" NB, 4° 3' 55" OL | 511376 | Upload foto       |
| Varkenshok             | Boerderij                 | 1901         |           | Sint Pieterspolder 1     | 51° 27' 42" NB, 4° 3' 59" OL | 511377 | Upload foto       |
| Twee arbeiderswoningen | Woonhuis                  | 1901         |           | Sint Pieterspolder 2     | 51° 27' 39" NB, 4° 3' 58" OL | 511378 | Upload foto       |
| Landbouwhaven          | Waterweg, werf en haven   | 1878-1900    |           | Sint Pieterspolder bij 4 | 51° 28' 1" NB, 4° 4' 12" OL  | 511383 | Upload foto       |